# رومانستان
رومانستان أو روم إسرائيل هو اسم الدولة المقترحة للغجر.
في أوائل الخمسينيات من القرن الماضي، قدم قادة الغجر التماسًا إلى الأمم المتحدة لإنشاء دولتهم الخاصة، لكن التماسهم رُفض. تم اقتراح إنشاء مثل هذه الدولة أيضًا من قبل قادة الحزب المقدوني من أجل التحرر الكامل للغجر في أوائل التسعينيات.